# Jong Ajax
Jong Ajax (phát âm tiếng Hà Lan: [ˈjɔŋ ˈaːjɑks]) (tạm dịch là: Ajax Trẻ), còn được gọi là  Ajax II hay Ajax 2, là một đội  bóng đá hiệp hội Hà Lan , đội dự bị của  Ajax. Đội có trụ sở tại Amsterdam và thi đấu tại Hà Lan Eerste Divisie.

## Nhân viên
- Huấn luyện viên: Dave Vos
- Trợ lý huấn luyện viên: Michel Kreek
- Huấn luyện viên thủ môn: René Stam
- Huấn luyện viên kỹ thuật: Gerald Vanenburg
- Quản lí đội: Herman Arendse
- Thể chất: Tim Glazenburg
- Bác sĩ của đội: Maikel van Wijk

## Cựu huấn luyện viên trưởng
- Aad de Mos
- Pieter Egge Huistra
- Adrie Koster
- Michel Kreek
- Alfons Groenendijk
- Jan Olde Riekerink
- Sonny Silooy
- Marco van Basten
- Louis van Gaal
- John van 't Schip
- John van den Brom
- Gerard van der Lem
- Hans Westerhof
- Aron Winter
- Fred Grim
- Gery Vink
- Marcel Keizer
- Michael John Reiziger
- Mitchell van der Gaag
- Johnny Heitinga